# Oberamt Pegnitz

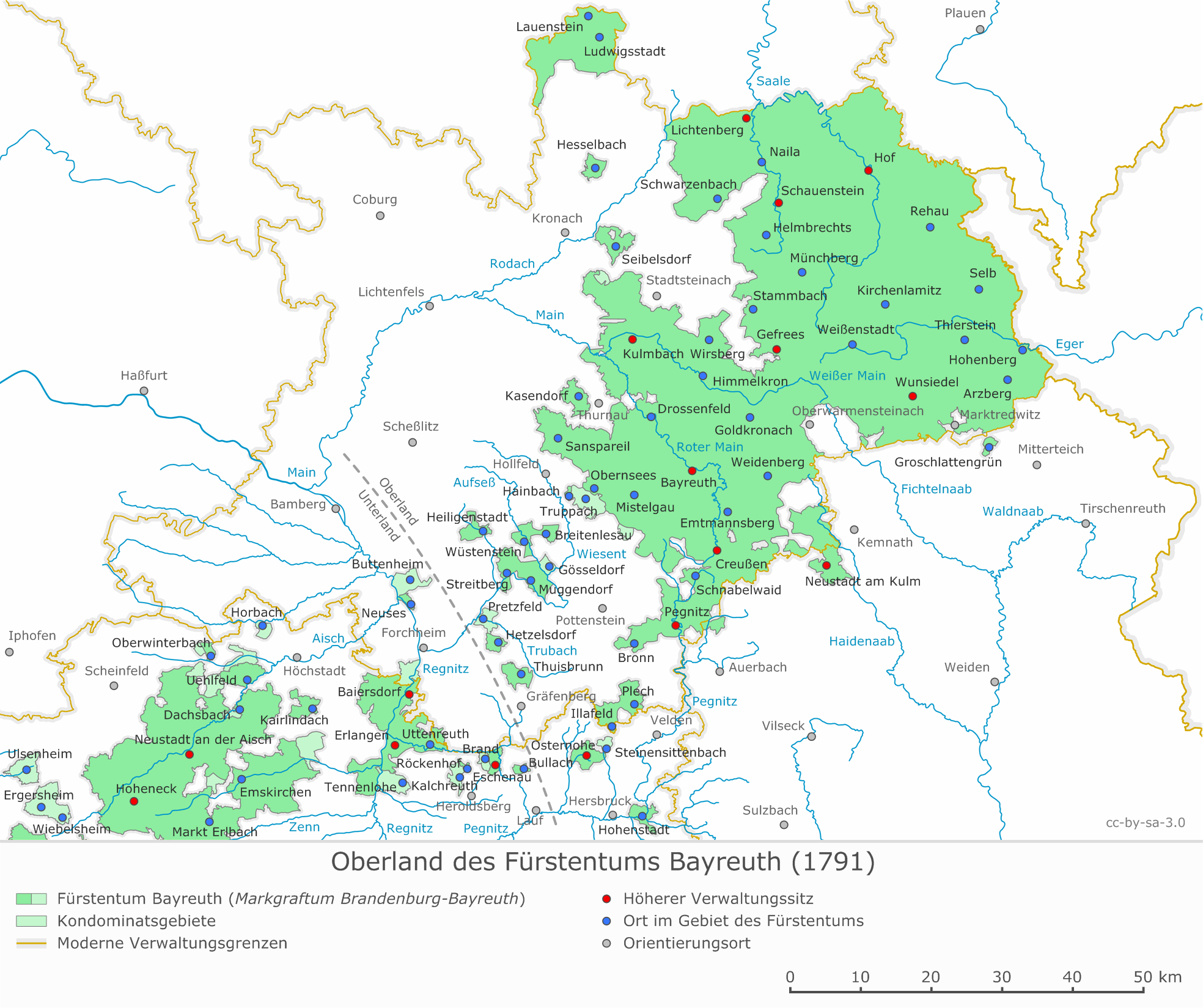
Das Oberland des Fürstentums Bayreuth mit dem Oberamt Pegnitz im Südosten

Das Oberamt Pegnitz war ein Verwaltungsgebiet des Fürstentums Bayreuth, das bis 1791/92 von einer Nebenlinie der Hohenzollern regiert wurde. Das Oberamt Pegnitz wurde 1751 eingerichtet und bestand bis zum Jahr 1780. Danach wurde es dem Oberamt Creußen einverleibt.
Zum Oberamt Pegnitz gehörten folgender Orte:
Bronn, Buchau, Haidmühle, Hainbronn, Kaltenthal, Körbeldorf, Lobensteig, Lüglas, Nemschenreuth, Neudorf, Neuhof, Oberhöhlmühle, Ottenhof, Pegnitz, Rosenhof, Scharthammer, Schönfeld, Steckenbühl, Stemmenreuth, Troschenreuth, Unterhöhlmühle, Weidig, Willenberg, Willenreuth und Zips.
Zum Oberamt Pegnitz gehörte das Verwalteramt Lindenhardt, das die grundherrlichen Ansprüche folgender Orte verwaltete:
Gebhardsmoos, Gößmannsreuth, Heinrichslohe, Hemmerles, Hörlasreuth, Kotzenhammer, Lankenreuth, Lindenhardt, Lehm, Ober- und Unterleups, Reif, Vestenmühle und Wolfslohe.